# Fehéroroszország a 2008. évi nyári olimpiai játékokon
Fehéroroszország a kínai Pekingben megrendezett 2008. évi nyári olimpiai játékok egyik részt vevő nemzete volt. Az országot az olimpián 24 sportágban 181 sportoló képviselte, akik összesen 19 érmet szereztek.

## Érmesek
| Érem  | Versenyző | Sportág    | Versenyszám                  |
| ----- | --- | ---------- | ---------------------------- |
| Arany | Akszana Mjanykova                                                                                                | Atlétika   | Női kalapácsvetés            |
| Arany | Andrej Bahdanovics Aljakszandr Bahdanovics                                                                       | Kajak-kenu | Férfi kenu kettes 1000 m     |
| Arany | Raman Pjatrusenka Aljakszej Abalmaszav Artur Litvincsuk Vadzim Mahnyev                                           | Kajak-kenu | Férfi kajak négyes 1000 m    |
| Arany | Andrej Aramnav                                                                                                   | Súlyemelés | Férfi 105 kg                 |
| Ezüst | Vadzim Dzevjatovszki                                                                                             | Atlétika   | Férfi kalapácsvetés          |
| Ezüst | Andrej Kravcsanka                                                                                                | Atlétika   | Férfi tízpróba               |
| Ezüst | Natallja Mihnyevics                                                                                              | Atlétika   | Női súlylökés                |
| Ezüst | Andrej Ribakov                                                                                                   | Súlyemelés | Férfi 85 kg                  |
| Ezüst | Ina Zsukava | Torna      | Ritmikus gimnasztika, egyéni |
| Bronz | Ivan Cihan | Atlétika   | Férfi kalapácsvetés          |
| Bronz | Nadzeja Asztapcsuk                                                                                               | Atlétika   | Női súlylökés                |
| Bronz | Mihail Szjamjonav                                                                                                | Birkózás   | Férfi kötöttfogás, 66 kg     |
| Bronz | Murad Hajdarav                                                                                                   | Birkózás   | Férfi szabadfogás, 74 kg     |
| Bronz | Kacjarina Karszten                                                                                               | Evezés     | Női egypárevezős             |
| Bronz | Julija Bicsik Natallja Helah                                                                                     | Evezés     | Női kormányos nélküli kettes |
| Bronz | Raman Pjatrusenka Vadzim Mahnyev                                                                                 | Kajak-kenu | Férfi kajak kettes 500 m     |
| Bronz | Nasztasszja Novikava                                                                                             | Súlyemelés | Női 53 kg                    |
| Bronz | Aleszja Babuskina Nasztasszja Ivankova Kszenyija Szankovics Zinaida Lunyina Hlafira Marcinovics Alina Tumilovics | Torna      | Ritmikus gimnasztika, csapat |

## Asztalitenisz
Férfi
| Versenyző            | Versenyszám | Selejtező         | 64-es főtábla     | 48-as főtábla     | 32-es főtábla                                  | Nyolcaddöntő                                                      | Negyeddöntő       | Elődöntő          | Döntő             | Helyezés |
| Versenyző            | Versenyszám | Ellenfél Eredmény | Ellenfél Eredmény | Ellenfél Eredmény | Ellenfél Eredmény                              | Ellenfél Eredmény                                                 | Ellenfél Eredmény | Ellenfél Eredmény | Ellenfél Eredmény | Helyezés |
| -------------------- | ----------- | ----------------- | ----------------- | ----------------- | ---------------------------------------------- | ----------------------------------------------------------------- | ----------------- | ----------------- | ----------------- | -------- |
| Uladzimir Szamszonav | Egyes       |                   |                   |                   | Christian Süss (GER) · 15-13, 11-6, 11-9, 11-4 | Jörgen Persson (SWE) · 11-7, 11-8, 9-11, 13-11, 7-11, 10-12, 9-11 | kiesett           | kiesett           | kiesett           | 9.       |

Női
| Versenyző            | Versenyszám | Selejtező         | 64-es főtábla                                            | 48-as főtábla                                          | 32-es főtábla                                | Nyolcaddöntő      | Negyeddöntő       | Elődöntő          | Döntő             | Helyezés |
| Versenyző            | Versenyszám | Ellenfél Eredmény | Ellenfél Eredmény                                        | Ellenfél Eredmény                                      | Ellenfél Eredmény                            | Ellenfél Eredmény | Ellenfél Eredmény | Ellenfél Eredmény | Ellenfél Eredmény | Helyezés |
| -------------------- | ----------- | ----------------- | -------------------------------------------------------- | ------------------------------------------------------ | -------------------------------------------- | ----------------- | ----------------- | ----------------- | ----------------- | -------- |
| Taccjana Kasztramina | Egyes       |                   | Mo Zhang (CAN) · 11-2, 11-7, 12-10, 11-1                 | Qian Li (POL) · 11-7, 11-9, 11-6, 5-11, 9-11, 12-10    | Lin Ling (HKG) · 6-11, 3-11, 6-11, 8-11      | kiesett           | kiesett           | kiesett           | kiesett           | 17.      |
| Veranyika Pavlavics  | Egyes       |                   | Dana Hadačová (CZE) · 11-7, 7-11, 9-11, 11-5, 9-11, 6-11 | kiesett                                                | kiesett                                      | kiesett           | kiesett           | kiesett           | kiesett           | 49.      |
| Viktorija Pavlavics  | Egyes       |                   |                                                          | Elizabeta Samara (ROU) · 3-11, 11-8, 11-8, 11-7, 12-10 | Csang Ji-ning (CHN) · 7-11, 2-11, 7-11, 5-11 | kiesett           | kiesett           | kiesett           | kiesett           | 17.      |

## Atlétika
Férfi
| Versenyző             | Versenyszám     | Előfutam | Előfutam | Előfutam | Negyeddöntő | Negyeddöntő | Negyeddöntő | Elődöntő | Elődöntő | Elődöntő | Döntő         | Döntő         |
| Versenyző             | Versenyszám     | Idő      | Hely.    | Össz.    | Idő         | Hely.       | Össz.       | Idő      | Hely.    | Össz.    | Idő           | Helyezés      |
| --------------------- | --------------- | -------- | -------- | -------- | ----------- | ----------- | ----------- | -------- | -------- | -------- | ------------- | ------------- |
| Makszim Linsa         | 110 m gát       | 13,86    | 5.       | 33.      | kiesett     | kiesett     | kiesett     | kiesett  | kiesett  | kiesett  | kiesett       | kiesett       |
| Szjarhej Csarnov      | 20 km gyaloglás |          |          |          |             |             |             |          |          |          | 1:29:38       | 44.           |
| Dzjanyisz Szimanovics | 20 km gyaloglás |          |          |          |             |             |             |          |          |          | 1:23:53       | 28.           |
| Ivan Trocki           | 20 km gyaloglás |          |          |          |             |             |             |          |          |          | 1:22:55       | 22.           |
| Andrej Szcepancsuk    | 50 km gyaloglás |          |          |          |             |             |             |          |          |          | 4:14:09       | 43.           |
| Andrej Hardzejev      | Maraton         |          |          |          |             |             |             |          |          |          | nem ért célba | nem ért célba |

| Versenyző            | Versenyszám   | Selejtező | Selejtező | Döntő    | Döntő    |
| Versenyző            | Versenyszám   | Eredmény  | Helyezés  | Eredmény | Helyezés |
| -------------------- | ------------- | --------- | --------- | -------- | -------- |
| Dzmitrij Platnyicki  | Hármasugrás   | 16,51 m   | 27.       | kiesett  | kiesett  |
| Jurij Bjalov         | Súlylökés     | 20,12 m   | 11.       | 20,06 m  | 10.      |
| Pavel Lizsin         | Súlylökés     | 20,36 m   | 7.        | 20,98 m  | 5.       |
| Andrej Mihnyevics    | Súlylökés     | kizárták  | kizárták  | kizárták | kizárták |
| Dzmitrij Szivakov    | Diszkoszvetés | 61,75 m   | 15.       | kiesett  | kiesett  |
| Vadzim Dzevjatovszki | Kalapácsvetés | 76,95 m   | 9.        | 81,61 m  |          |
| Ivan Cihan           | Kalapácsvetés | 79,26 m   | 4.        | 81,51 m  |          |
| Valerij Szvjatoha    | Kalapácsvetés | 74,41 m   | 17.       | kiesett  | kiesett  |
| Uladzimir Kazlov     | Gerelyhajítás | 80,06 m   | 8.        | 82,06 m  | 8.       |

| Versenyző              | Versenyszám | 100 m | 100 m | Távolugrás | Távolugrás | Súlylökés | Súlylökés | Magasugrás | Magasugrás | 400 m | 400 m | 110 m gát | 110 m gát | Diszkoszvetés | Diszkoszvetés | Rúdugrás | Rúdugrás | Gerelyhajítás | Gerelyhajítás | 1500 m  | 1500 m | Végeredmény | Végeredmény |
| Versenyző              | Versenyszám | Idő   | Pont  | Eredmény   | Pont       | Eredmény  | Pont      | Eredmény   | Pont       | Idő   | Pont  | Idő       | Pont      | Eredmény      | Pont          | Eredmény | Pont     | Eredmény      | Pont          | Idő     | Pont   | Pont        | Helyezés    |
| ---------------------- | ----------- | ----- | ----- | ---------- | ---------- | --------- | --------- | ---------- | ---------- | ----- | ----- | --------- | --------- | ------------- | ------------- | -------- | -------- | ------------- | ------------- | ------- | ------ | ----------- | ----------- |
| Andrej Kravcsanka      | Tízpróba    | 10,96 | 870   | 761 cm     | 962        | 14,39 m   | 752       | 211 cm     | 906        | 47,30 | 943   | 14,21     | 948       | 44,58 m       | 758           | 500 cm   | 910      | 60,23 m       | 741           | 4:27,47 | 761    | 8551        |             |
| Aljakszandr Parhomenka | Tízpróba    | 11,29 | 797   | 699 cm     | 811        | 15,49 m   | 820       | 193 cm     | 740        | 50,71 | 782   | 15,06     | 842       | 45,27 m       | 772           | 470 cm   | 819      | 64,60 m       | 807           | 4:45,17 | 648    | 7838        | 17.         |
| Mikalaj Subjanok       | Tízpróba    | 11,31 | 793   | 686 cm     | 781        | 14,88 m   | 782       | 199 cm     | 794        | 50,02 | 814   | 14,52     | 908       | 45,80 m       | 783           | 460 cm   | 790      | 62,10 m       | 769           | 4:38,14 | 692    | 7906        | 16.         |

Női
| Versenyző                                                                         | Versenyszám     | Előfutam | Előfutam | Előfutam | Negyeddöntő | Negyeddöntő | Negyeddöntő | Elődöntő | Elődöntő | Elődöntő | Döntő    | Döntő    |
| Versenyző                                                                         | Versenyszám     | Idő      | Hely.    | Össz.    | Idő         | Hely.       | Össz.       | Idő      | Hely.    | Össz.    | Idő      | Helyezés |
| --------------------------------------------------------------------------------- | --------------- | -------- | -------- | -------- | ----------- | ----------- | ----------- | -------- | -------- | -------- | -------- | -------- |
| Julija Nyeszcjarenka                                                              | 100 m           | 11,40    | 2.       | 19.      | 11,14       | 4.          | 8.          | 11,26    | 5.       | 10.      | kiesett  | kiesett  |
| Szvjatlana Uszovics                                                               | 800 m           | 2:00,42  | 4.       | 15.      |             |             |             | 2:02,79  | 8.       | 23.      | kiesett  | kiesett  |
| Volha Kravcova                                                                    | 5000 m          | 15:21,85 | 9.       | 20.      |             |             |             |          |          |          | kiesett  | kiesett  |
| Kacjarina Paplavszkaja                                                            | 100 m gát       | 13,39    | 7.       | 31.      |             |             |             | kiesett  | kiesett  | kiesett  | kiesett  | kiesett  |
| Alena Hinyko                                                                      | 20 km gyaloglás |          |          |          |             |             |             |          |          |          | kizárták | kizárták |
| Marharita Turava                                                                  | 20 km gyaloglás |          |          |          |             |             |             |          |          |          | 1:28:26  | 10.      |
| Sznyazsana Jurcsanka                                                              | 20 km gyaloglás |          |          |          |             |             |             |          |          |          | 1:35:33  | 32.      |
| Hanna Bahdanovics Akszana Drahun Julija Nyeszcjarenka Nasztasszja Suljak          | 4 × 100 m váltó | 43,69    | 6.       | 9.       |             |             |             |          |          |          | kiesett  | kiesett  |
| Irina Hljusztava Hanna Kozak Ilona Uszovics Szvjatlana Uszovics Juljana Juscsenka | 4 × 400 m váltó | 3:22,78  | 3.       | 3.       |             |             |             |          |          |          | 3:21,85  | 4.       |

| Versenyző                        | Versenyszám   | Selejtező | Selejtező | Döntő    | Döntő    |
| Versenyző                        | Versenyszám   | Eredmény  | Helyezés  | Eredmény | Helyezés |
| -------------------------------- | ------------- | --------- | --------- | -------- | -------- |
| Irina Csernusenka-Sztaszjuk      | Távolugrás    | 648 cm    | 18.       | kiesett  | kiesett  |
| Volha Szjarhejenka               | Távolugrás    | 625 cm    | 32.       | kiesett  | kiesett  |
| Kszenyija Prijemka               | Hármasugrás   | 13,08 m   | 31.       | kiesett  | kiesett  |
| Janyina Pravalinszkaja-Karolcsik | Súlylökés     | 17,79 m   | 18.       | kiesett  | kiesett  |
| Natallja Mihnyevics              | Súlylökés     | 19,11 m   | 4.        | 20,28 m  |          |
| Nadzeja Asztapcsuk               | Súlylökés     | 19,08 m   | 6.        | 19,86 m  |          |
| Hanna Mazhunova                  | Diszkoszvetés | 56,77 m   | 29.       | kiesett  | kiesett  |
| Irina Jatcsanka                  | Diszkoszvetés | 62,26 m   | 3.        | 59,27 m  | 11.      |
| Elina Zverava                    | Diszkoszvetés | 60,28 m   | 12.       | 60,82 m  | 6.       |
| Akszana Mjanykova                | Kalapácsvetés | 69,77 m   | 11.       | 74,40 m  |          |
| Darja Pcselnyik                  | Kalapácsvetés | 71,30 m   | 8.        | 73,65 m  | 4.       |
| Marija Szmaljacskova             | Kalapácsvetés | 69,22 m   | 13.       | kiesett  | kiesett  |
| Marina Novik                     | Gerelyhajítás | 56,10 m   | 31.       | kiesett  | kiesett  |
| Natallja Simcsuk                 | Gerelyhajítás | 57,11 m   | 23.       | kiesett  | kiesett  |

| Versenyző       | Versenyszám | 100 m gát | 100 m gát | Magasugrás | Magasugrás | Súlylökés | Súlylökés | 200 m | 200 m | Távolugrás            | Távolugrás            | Gerelyhajítás | Gerelyhajítás | 800 m   | 800 m | Végeredmény | Végeredmény |
| Versenyző       | Versenyszám | Idő       | Pont      | Eredmény   | Pont       | Eredmény  | Pont      | Idő   | Pont  | Eredmény              | Pont                  | Eredmény      | Pont          | Idő     | Pont  | Pont        | Helyezés    |
| --------------- | ----------- | --------- | --------- | ---------- | ---------- | --------- | --------- | ----- | ----- | --------------------- | --------------------- | ------------- | ------------- | ------- | ----- | ----------- | ----------- |
| Jana Makszimava | Hétpróba    | 14,71     | 880       | 174 cm     | 903        | 13,60 m   | 767       | 25,94 | 802   | érvényes ugrás nélkül | érvényes ugrás nélkül | 39,14 m       | 651           | 2:21,55 | 803   | 4806        | 34.         |

## Birkózás

### Férfi
Kötöttfogású
| Versenyző         | Versenyszám | Selejtező                            | Nyolcaddöntő                        | Negyeddöntő                          | Elődöntő                                 | Vigaszág első kör | Vigaszág elődöntő                 | Bronz- mérkőzés                         | Döntő             | Helyezés |
| Versenyző         | Versenyszám | Ellenfél Eredmény                    | Ellenfél Eredmény                   | Ellenfél Eredmény                    | Ellenfél Eredmény                        | Ellenfél Eredmény | Ellenfél Eredmény                 | Ellenfél Eredmény                       | Ellenfél Eredmény | Helyezés |
| ----------------- | ----------- | ------------------------------------ | ----------------------------------- | ------------------------------------ | ---------------------------------------- | ----------------- | --------------------------------- | --------------------------------------- | ----------------- | -------- |
| Jurij Dubinyin    | 60 kg       |                                      | Csong Dzsihjon (KOR) · 0-3, 0-6     | kiesett                              | kiesett                                  |                   |                                   |                                         |                   | 20.      |
| Mihail Szjamjonav | 66 kg       | Aleksandr Kazakevič (LTU) · 1-1, 1-1 | Ali Mohammadi (IRI) · 2-0, 0-4, 1-1 | Steeve Guénot (FRA) · 1-2, 1-1       |                                          |                   | Alaín Milián (CUB) · 1-1, 3-1     | Darhan Bajahmetov (KAZ) · 2-0, 1-1, 1-1 |                   |          |
| Aleh Mihalovics   | 74 kg       |                                      | Julian Kwit (POL) · 3-1, 0-3, 3-2   | Roman Meljosin (KAZ) · 1-1, 1-1, 2-1 | Csang Jung-hsziang (CHN) · 6-0, 0-4, 1-2 |                   |                                   | Javor Janakiev (BUL) · 3-0, 0-2, 0-2    |                   | 5.       |
| Szjarhej Arcjuhin | 120 kg      |                                      | Mijaín López (CUB) · 0-3, 1-2       |                                      |                                          |                   | Jurij Patrikejev (ARM) · 0-2, 1-1 | kiesett                                 |                   | 11.      |

Szabadfogású
| Versenyző        | Versenyszám | Selejtező                     | Nyolcaddöntő                                    | Negyeddöntő                            | Elődöntő                        | Vigaszág első kör | Vigaszág elődöntő                  | Bronz- mérkőzés                    | Döntő             | Helyezés |
| Versenyző        | Versenyszám | Ellenfél Eredmény             | Ellenfél Eredmény                               | Ellenfél Eredmény                      | Ellenfél Eredmény               | Ellenfél Eredmény | Ellenfél Eredmény                  | Ellenfél Eredmény                  | Ellenfél Eredmény | Helyezés |
| ---------------- | ----------- | ----------------------------- | ----------------------------------------------- | -------------------------------------- | ------------------------------- | ----------------- | ---------------------------------- | ---------------------------------- | ----------------- | -------- |
| Rizvan Hadzsijev | 55 kg       | Maikel Pérez (CUB) · 7-0, 6-0 | Dilshod Mansurov (UZB) · 1-0, 0-1, 0-1          | kiesett                                | kiesett                         |                   |                                    |                                    |                   | 7.       |
| Albert Batirav   | 66 kg       |                               | Jang Cshonszong (PRK) · 1-0, 5-3                | Andrij Sztadnyik (UKR) · 4-1, 2-4, TUS |                                 |                   | Szusíl Kumár (IND) · 0-1, 4-0, 0-7 | kiesett                            |                   | 9.       |
| Murad Hajdarav   | 74 kg       |                               | Camsulvaray Camsulvarayev (AZE) · 0-4, 2-0, 1-0 | Gela Szaghirasvili (GEO) · 1-0, 1-0    | Soslan Tigiyev (UZB) · 0-1, 0-1 |                   |                                    | Stefan Gheorghiţă (ROU) · 2-1, 3-1 |                   |          |

### Női
Szabadfogású
| Versenyző      | Versenyszám | Selejtező         | Nyolcaddöntő                          | Negyeddöntő       | Elődöntő          | Vigaszág első kör | Vigaszág elődöntő | Bronz- mérkőzés   | Döntő             | Helyezés |
| Versenyző      | Versenyszám | Ellenfél Eredmény | Ellenfél Eredmény                     | Ellenfél Eredmény | Ellenfél Eredmény | Ellenfél Eredmény | Ellenfél Eredmény | Ellenfél Eredmény | Ellenfél Eredmény | Helyezés |
| -------------- | ----------- | ----------------- | ------------------------------------- | ----------------- | ----------------- | ----------------- | ----------------- | ----------------- | ----------------- | -------- |
| Alena Filipava | 55 kg       |                   | Olga Szmirnova (KAZ) · 3-2, 0-3, 2-4  | kiesett           | kiesett           |                   |                   |                   |                   | 13.      |
| Volha Hilko    | 63 kg       |                   | Monika Michalik (POL) · 1-0, 0-1, TUS | kiesett           | kiesett           |                   |                   |                   |                   | 12.      |

## Cselgáncs
Férfi
| Versenyző              | Versenyszám | Selejtező                      | 32-es főtábla                          | Nyolcaddöntő                     | Negyeddöntő                   | Elődöntő          | Vigaszág első kör                  | Vigaszág negyeddöntő           | Vigaszág elődöntő               | Bronz- mérkőzés   | Döntő             | Helyezés |
| Versenyző              | Versenyszám | Ellenfél Eredmény              | Ellenfél Eredmény                      | Ellenfél Eredmény                | Ellenfél Eredmény             | Ellenfél Eredmény | Ellenfél Eredmény                  | Ellenfél Eredmény              | Ellenfél Eredmény               | Ellenfél Eredmény | Ellenfél Eredmény | Helyezés |
| ---------------------- | ----------- | ------------------------------ | -------------------------------------- | -------------------------------- | ----------------------------- | ----------------- | ---------------------------------- | ------------------------------ | ------------------------------- | ----------------- | ----------------- | -------- |
| Kansztancin Szjamjonav | Könnyűsúly  |                                | Ammár Merídzsa (ALG) · 0102-0010       | Elnur Məmmədli (AZE) · 0001-1001 |                               |                   | Dirk Van Tichelt (BEL) · 0020-1021 | kiesett                        | kiesett                         | kiesett           |                   | 13.      |
| Szjarhej Sundzikav     | Váltósúly   |                                | Kim Dzsebom (KOR) · 0000-0011          |                                  |                               |                   | Robert Krawczyk (POL) · 0010-0011  | kiesett                        | kiesett                         | kiesett           |                   | 13.      |
| Andrej Kazuszjonak     | Középsúly   |                                | Hoszejn Gomi (IRI) · 1110-0000         | Izumi Hirosi (JPN) · 1000-0000   | Ivan Persin (RUS) · 0000-1010 |                   |                                    | Diego Rosati (ARG) · 1000-0000 | Hesám Miszbáh (EGY) · 0001-1001 | kiesett           |                   | 7.       |
| Jurij Ribak            | Nehézsúly   | Matjaž Ceraj (SLO) · 1000-0000 | Mohammad Reza Ródaki (IRI) · 0001-1001 | kiesett                          | kiesett                       | kiesett           |                                    |                                |                                 |                   |                   | 21.      |

## Evezés
Férfi
| Versenyző                                                                | Versenyszám              | Előfutam | Előfutam | Vigaszág | Vigaszág | Elődöntő | Elődöntő | Elődöntő | Döntő | Döntő   | Döntő | Helyezés |
| Versenyző                                                                | Versenyszám              | Idő      | Hely.    | Idő      | Hely.    | Típus    | Idő      | Hely.    | Típus | Idő     | Hely. | Helyezés |
| ------------------------------------------------------------------------ | ------------------------ | -------- | -------- | -------- | -------- | -------- | -------- | -------- | ----- | ------- | ----- | -------- |
| Dzjanyisz Migal Sztanyiszlav Scsarbacsenya                               | Kétpárevezős             | 6:27,18  | 2.       |          |          | A/B      | 6:32,76  | 6.       | B     | 6:34,39 | 1.    | 7.       |
| Kiril Lemjaskevics Aljakszandr Novikav Valerij Radzevics Pavel Surmej    | Négypárevezős            | 5:43,73  | 3.       |          |          | A/B      | 6:06,80  | 6.       | B     | 5:50,74 | 5.    | 11.      |
| Andrej Dzjamjanyenka Aljakszandr Kazubovszki Vadzim Ljalin Javhen Noszav | Kormányos nélküli négyes | 6:12,63  | 5.       | 6:00,44  | 3.       | A/B      | 6:02,79  | 5.       | B     | 6:12,54 | 6.    | 12.      |

Női
| Versenyző                    | Versenyszám              | Előfutam | Előfutam | Vigaszág/ Egypárevezősnél középdöntő | Vigaszág/ Egypárevezősnél középdöntő | Elődöntő | Elődöntő | Elődöntő | Döntő | Döntő   | Döntő | Helyezés |
| Versenyző                    | Versenyszám              | Idő      | Hely.    | Idő                                  | Hely.                                | Típus    | Idő      | Hely.    | Típus | Idő     | Hely. | Helyezés |
| ---------------------------- | ------------------------ | -------- | -------- | ------------------------------------ | ------------------------------------ | -------- | -------- | -------- | ----- | ------- | ----- | -------- |
| Kacjarina Karszten           | Egypárevezős             | 7:40,03  | 1.       | 7:25,74                              | 1.                                   | A/B      | 7:32,86  | 1.       | A     | 7:23,98 | 3.    |          |
| Julija Bicsik Natallja Helah | Kormányos nélküli kettes | 7:24,47  | 1.       |                                      |                                      |          |          |          | A     | 7:22,91 | 3.    |          |

## Íjászat
Férfi
| Versenyző     | Versenyszám | Selejtező | Selejtező | 64-es főtábla                                       | 32-es főtábla                          | Nyolcaddöntő                            | Negyeddöntő       | Elődöntő          | Döntő             | Helyezés |
| Versenyző     | Versenyszám | Pont      | Kiemelt   | Ellenfél Eredmény                                   | Ellenfél Eredmény                      | Ellenfél Eredmény                       | Ellenfél Eredmény | Ellenfél Eredmény | Ellenfél Eredmény | Helyezés |
| ------------- | ----------- | --------- | --------- | --------------------------------------------------- | -------------------------------------- | --------------------------------------- | ----------------- | ----------------- | ----------------- | -------- |
| Makszim Kunda | Egyéni      | 646       | 48.       | Furukava Takaharu (JPN) (17.) · 111 (+19)-111 (+18) | Magnus Petersson (SWE) (49.) · 112-110 | Juan René Serrano (MEX) (49.) · 106-110 | kiesett           | kiesett           | kiesett           | 13.      |

Női
| Versenyző        | Versenyszám | Selejtező | Selejtező | 64-es főtábla                         | 32-es főtábla                   | Nyolcaddöntő      | Negyeddöntő       | Elődöntő          | Döntő             | Helyezés |
| Versenyző        | Versenyszám | Pont      | Kiemelt   | Ellenfél Eredmény                     | Ellenfél Eredmény               | Ellenfél Eredmény | Ellenfél Eredmény | Ellenfél Eredmény | Ellenfél Eredmény | Helyezés |
| ---------------- | ----------- | --------- | --------- | ------------------------------------- | ------------------------------- | ----------------- | ----------------- | ----------------- | ----------------- | -------- |
| Kacjarina Muljuk | Egyéni      | 616       | 47.       | Natalia Sánchez (COL) (18.) · 104-101 | Csen Ling (CHN) (15.) · 105-106 | kiesett           | kiesett           | kiesett           | kiesett           | 23.*     |

* - két másik versenyzővel azonos eredményt ért el

## Kajak-kenu

### Síkvízi
Férfi
| Versenyző                                                              | Versenyszám         | Előfutam | Előfutam | Előfutam | Elődöntő | Elődöntő | Elődöntő | Döntő    | Döntő    |
| Versenyző                                                              | Versenyszám         | Idő      | Hely.    | Össz.    | Idő      | Hely.    | Össz.    | Idő      | Helyezés |
| ---------------------------------------------------------------------- | ------------------- | -------- | -------- | -------- | -------- | -------- | -------- | -------- | -------- |
| Raman Pjatrusenka Vadzim Mahnyev                                       | Kajak kettes 500 m  | 1:28,661 | 1. D     | 1.       |          |          |          | 1:30,005 |          |
| Raman Pjatrusenka Aljakszej Abalmaszav Artur Litvincsuk Vadzim Mahnyev | Kajak négyes 1000 m | 2:58,825 | 3.D      | 5.       |          |          |          | 2:55,714 |          |
| Aljakszandr Zsukovszki                                                 | Kenu egyes 500 m    | 1:48,669 | 1. D     | 4.       |          |          |          | 1:49,092 | 5.       |
| Aljakszandr Zsukovszki                                                 | Kenu egyes 1000 m   | 4:01,380 | 4.       | 8.       | 3:58,851 | 3.       | 4.       | 3:55,645 | 5.       |
| Andrej Bahdanovics Aljakszandr Bahdanovics                             | Kenu kettes 500 m   | 1:41,767 | 2. D     | 4.       |          |          |          | 1:41,996 | 4.       |
| Andrej Bahdanovics Aljakszandr Bahdanovics                             | Kenu kettes 1000 m  | 3:40,369 | 1.D      | 1.       |          |          |          | 3:36,365 |          |

Női
| Versenyző            | Versenyszám       | Előfutam | Előfutam | Előfutam | Elődöntő | Elődöntő | Elődöntő | Döntő   | Döntő    |
| Versenyző            | Versenyszám       | Idő      | Hely.    | Össz.    | Idő      | Hely.    | Össz.    | Idő     | Helyezés |
| -------------------- | ----------------- | -------- | -------- | -------- | -------- | -------- | -------- | ------- | -------- |
| Taccjana Fjodaravics | Kajak egyes 500 m | 1:57,881 | 8.       | 22.      | kiesett  | kiesett  | kiesett  | kiesett | kiesett  |

## Kerékpározás

### Országúti kerékpározás
Férfi
| Versenyző              | Versenyszám   | Idő                   | Helyezés |
| ---------------------- | ------------- | --------------------- | -------- |
| Kansztancin Szivcov    | Mezőnyverseny | 6:26:17 (+2:28)       | 32.      |
| Aljakszandr Kucsinszki | Mezőnyverseny | 6:39:42 (+15:53)      | 72.      |
| Aljakszandr Uszav      | Mezőnyverseny | 6:49:59 (+26:10)      | 82.      |
| Vaszil Kirijenka       | Időfutam      | 1:06:12,19 (+4:00,76) | 20.      |

### Pálya-kerékpározás
Sprintversenyek
| Versenyző            | Versenyszám       | Selejtező | Selejtező | 1. forduló                   | Vigaszág                                             | Vigaszág | 9–12. helyért          | 9–12. helyért | Negyeddöntő                      | 5–8. helyért                                                                | 5–8. helyért | Elődöntő             | Döntő                | Helyezés |
| Versenyző            | Versenyszám       | Idő       | Hely.     | Ellenfél Győztes idő         | Ellenfelek Győztes idő                               | Hely.    | Ellenfelek Győztes idő | Hely.         | Ellenfél Győztes idő             | Ellenfelek Győztes idő                                                      | Hely.        | Ellenfél Győztes idő | Ellenfél Győztes idő | Helyezés |
| -------------------- | ----------------- | --------- | --------- | ---------------------------- | ---------------------------------------------------- | -------- | ---------------------- | ------------- | -------------------------------- | --------------------------------------------------------------------------- | ------------ | -------------------- | -------------------- | -------- |
| Natallja Cilinszkaja | Női egyéni sprint | 11,372    | 7.        | Clara Sanchez (FRA) · 11,607 | Lisandra Guerra (CUB) · Cukuda Szakie (JPN) · 11,871 | 1.       |                        |               | Kuo Suang (CHN) · 11,501, 11,627 | Clara Sánchez (FRA) · Jennie Reed (USA) · Simona Krupeckaitė (LTU) · 12,264 | 2.           |                      |                      | 6.       |

Pontversenyek
| Név              | Versenyszám       | Pont | Helyezés |
| ---------------- | ----------------- | ---- | -------- |
| Vaszil Kirijenka | Férfi pontverseny | 34   | 5.       |

## Kosárlabda

### Női

#### Eredmények
Csoportkör
A csoport
| Csapat                 | M | Gy | V | P+  | P–  | Pk   |
| ---------------------- | - | -- | - | --- | --- | ---- |
| Ausztrália (AUS)       | 5 | 5  | 0 | 424 | 319 | +105 |
| Oroszország (RUS)      | 5 | 4  | 1 | 339 | 333 | +6   |
| Fehéroroszország (BLR) | 5 | 2  | 3 | 324 | 332 | –8   |
| Dél-Korea (KOR)        | 5 | 2  | 3 | 327 | 360 | –33  |
| Lettország (LAT)       | 5 | 1  | 4 | 334 | 387 | –53  |
| Brazília (BRA)         | 5 | 1  | 4 | 337 | 354 | –17  |

| 2008. augusztus 9. 09:00 | Fehéroroszország (BLR)                   | 64–83     | Ausztrália (AUS) | Vukoszung Sportcsarnok, Peking Nézőszám: 11 083 Játékvezetők: Nikolaos Zavlanos (GRE) |
| 2008. augusztus 9. 09:00 | (12–19, 16–25, 22–21, 14–18) Jegyzőkönyv |           |                  | Vukoszung Sportcsarnok, Peking Nézőszám: 11 083 Játékvezetők: Nikolaos Zavlanos (GRE) |
| 2008. augusztus 9. 09:00 | Levcsanka, Troina 13                     | Pont      | Jackson 18       | Vukoszung Sportcsarnok, Peking Nézőszám: 11 083 Játékvezetők: Nikolaos Zavlanos (GRE) |
| 2008. augusztus 9. 09:00 | Levcsanka 10                             | Lepattanó | Batkovic 12      | Vukoszung Sportcsarnok, Peking Nézőszám: 11 083 Játékvezetők: Nikolaos Zavlanos (GRE) |
| 2008. augusztus 9. 09:00 | Marcsanka 2                              | Gólpassz  | Harrower 5       | Vukoszung Sportcsarnok, Peking Nézőszám: 11 083 Játékvezetők: Nikolaos Zavlanos (GRE) |

| 2008. augusztus 11. 16:45 | Lettország (LAT)                        | 57–79     | Fehéroroszország (BLR) | Vukoszung Sportcsarnok, Peking Nézőszám: 11 083 Játékvezetők: Ilija Belosevic (SRB) |
| 2008. augusztus 11. 16:45 | (20–21, 15–19, 14–20, 8–19) Jegyzőkönyv |           |                        | Vukoszung Sportcsarnok, Peking Nézőszám: 11 083 Játékvezetők: Ilija Belosevic (SRB) |
| 2008. augusztus 11. 16:45 | Baško 19                                | Pont      | Levcsanka 22           | Vukoszung Sportcsarnok, Peking Nézőszám: 11 083 Játékvezetők: Ilija Belosevic (SRB) |
| 2008. augusztus 11. 16:45 | Jansone, Kubliņa, Tamane 6              | Lepattanó | Veramejenka 9          | Vukoszung Sportcsarnok, Peking Nézőszám: 11 083 Játékvezetők: Ilija Belosevic (SRB) |
| 2008. augusztus 11. 16:45 | Eglīte 3                                | Gólpassz  | Marcsanka 5            | Vukoszung Sportcsarnok, Peking Nézőszám: 11 083 Játékvezetők: Ilija Belosevic (SRB) |

| 2008. augusztus 13. 09:00 | Fehéroroszország (BLR)                  | 65–71     | Oroszország (RUS) | Vukoszung Sportcsarnok, Peking Nézőszám: 11 083 Játékvezetők: Eddie Rush (USA) |
| 2008. augusztus 13. 09:00 | (19–20, 8–15, 13–17, 25–19) Jegyzőkönyv |           |                   | Vukoszung Sportcsarnok, Peking Nézőszám: 11 083 Játékvezetők: Eddie Rush (USA) |
| 2008. augusztus 13. 09:00 | Marcsanka 16                            | Pont      | Sztyepanova 13    | Vukoszung Sportcsarnok, Peking Nézőszám: 11 083 Játékvezetők: Eddie Rush (USA) |
| 2008. augusztus 13. 09:00 | Levcsanka 12                            | Lepattanó | Abroszimova 10    | Vukoszung Sportcsarnok, Peking Nézőszám: 11 083 Játékvezetők: Eddie Rush (USA) |
| 2008. augusztus 13. 09:00 | Levcsanka 4                             | Gólpassz  | Korsztyin 2       | Vukoszung Sportcsarnok, Peking Nézőszám: 11 083 Játékvezetők: Eddie Rush (USA) |

| 2008. augusztus 15. 22:15 | Dél-Korea (KOR)                         | 53–63     | Fehéroroszország (BLR) | Vukoszung Sportcsarnok, Peking Nézőszám: 11 083 Játékvezetők: Nikolaos Pitsilkas (GRE) |
| 2008. augusztus 15. 22:15 | (15–12, 13–21, 9–17, 16–13) Jegyzőkönyv |           |                        | Vukoszung Sportcsarnok, Peking Nézőszám: 11 083 Játékvezetők: Nikolaos Pitsilkas (GRE) |
| 2008. augusztus 15. 22:15 | I Miszon, Csong Szonmin 10              | Pont      | Sznicina 15            | Vukoszung Sportcsarnok, Peking Nézőszám: 11 083 Játékvezetők: Nikolaos Pitsilkas (GRE) |
| 2008. augusztus 15. 22:15 | I Miszon, Pjon Jonha 6                  | Lepattanó | Levcsanka 14           | Vukoszung Sportcsarnok, Peking Nézőszám: 11 083 Játékvezetők: Nikolaos Pitsilkas (GRE) |
| 2008. augusztus 15. 22:15 | Pjon Jonha 3                            | Gólpassz  | Marcsanka 5            | Vukoszung Sportcsarnok, Peking Nézőszám: 11 083 Játékvezetők: Nikolaos Pitsilkas (GRE) |

| 2008. augusztus 17. 16:45 | Brazília (BRA)                           | 68–53     | Fehéroroszország (BLR)    | Vukoszung Sportcsarnok, Peking Nézőszám: 11 083 Játékvezetők: Juan Arteaga (ESP) |
| 2008. augusztus 17. 16:45 | (20–12, 19–14, 10–12, 19–15) Jegyzőkönyv |           |                           | Vukoszung Sportcsarnok, Peking Nézőszám: 11 083 Játékvezetők: Juan Arteaga (ESP) |
| 2008. augusztus 17. 16:45 | Santos 14                                | Pont      | Anufrijenka, Levcsanka 10 | Vukoszung Sportcsarnok, Peking Nézőszám: 11 083 Játékvezetők: Juan Arteaga (ESP) |
| 2008. augusztus 17. 16:45 | Nascimento 10                            | Lepattanó | Veramejenka 10            | Vukoszung Sportcsarnok, Peking Nézőszám: 11 083 Játékvezetők: Juan Arteaga (ESP) |
| 2008. augusztus 17. 16:45 | Nascimento 3                             | Gólpassz  | Marcsanka 4               | Vukoszung Sportcsarnok, Peking Nézőszám: 11 083 Játékvezetők: Juan Arteaga (ESP) |

Negyeddöntő
| 2008. augusztus 19. 14:30 | Kína (CHN)                                 | 77–62     | Fehéroroszország (BLR) | Vukoszung Sportcsarnok, Peking Nézőszám: 11 083 Játékvezetők: Fabio Facchini (ITA) |
| 2008. augusztus 19. 14:30 | (19–13, 19–12, 18–18, 21–19) Jegyzőkönyv   |           |                        | Vukoszung Sportcsarnok, Peking Nézőszám: 11 083 Játékvezetők: Fabio Facchini (ITA) |
| 2008. augusztus 19. 14:30 | Miao Li-csie 28                            | Pont      | Troina 15              | Vukoszung Sportcsarnok, Peking Nézőszám: 11 083 Játékvezetők: Fabio Facchini (ITA) |
| 2008. augusztus 19. 14:30 | Szung Hsziao-jün, Csen Nan, Szuj Fej-fej 4 | Lepattanó | Levcsanka 13           | Vukoszung Sportcsarnok, Peking Nézőszám: 11 083 Játékvezetők: Fabio Facchini (ITA) |
| 2008. augusztus 19. 14:30 | Miao Li-csie 3                             | Gólpassz  | Padabed, Marcsanka 5   | Vukoszung Sportcsarnok, Peking Nézőszám: 11 083 Játékvezetők: Fabio Facchini (ITA) |

| Csapat                 | Helyezés |
| ---------------------- | -------- |
| Fehéroroszország (BLR) | 7.       |

## Lovaglás
Díjlovaglás
| Versenyző  | Ló      | Versenyszám | 1. kör | 1. kör | 2. kör  | 2. kör  | 3. kör  | 3. kör  | Végeredmény | Végeredmény |
| Versenyző  | Ló      | Versenyszám | Pont   | Hely.  | Pont    | Hely.   | Pont    | Hely.   | Pont        | Helyezés    |
| ---------- | ------- | ----------- | ------ | ------ | ------- | ------- | ------- | ------- | ----------- | ----------- |
| Irina Lisz | Redford | Egyéni      | 63,500 | 29.    | kiesett | kiesett | kiesett | kiesett | kiesett     | kiesett     |

Lovastusa
| Versenyző          | Ló       | Versenyszám | Díjlovaglás | Díjlovaglás | Tereplovaglás | Tereplovaglás | Tereplovaglás | Díjugratás | Díjugratás | Díjugratás | Díjugratás | Végeredmény | Végeredmény |
| Versenyző          | Ló       | Versenyszám | Díjlovaglás | Díjlovaglás | Tereplovaglás | Tereplovaglás | Tereplovaglás | 1. kör     | 1. kör     | 2. kör     | 2. kör     | Végeredmény | Végeredmény |
| Versenyző          | Ló       | Versenyszám | Bünt.       | Hely.       | Bünt.         | Hely.         | Össz.         | Bünt.      | Hely.      | Bünt.      | Hely.      | Bünt.       | Helyezés    |
| ------------------ | -------- | ----------- | ----------- | ----------- | ------------- | ------------- | ------------- | ---------- | ---------- | ---------- | ---------- | ----------- | ----------- |
| Vjacsaszlav Pojta  | Energiya | Egyéni      | 59,1        | 56.         | 75,6          | 54.           | 58.           | 31         | 54.        | kiesett    | kiesett    | 165,7       | 53.         |
| Alena Celjapuskina | Passat   | Egyéni      | 77,4        | 67.         | 59,6          | 47.           | 59.           | 30         | 53.        | kiesett    | kiesett    | 167,0       | 54.         |

## Műugrás
Férfi
| Versenyző            | Versenyszám        | Selejtező | Selejtező | Elődöntő | Elődöntő | Döntő   | Döntő    |
| Versenyző            | Versenyszám        | Pont      | Helyezés  | Pont     | Helyezés | Pont    | Helyezés |
| -------------------- | ------------------ | --------- | --------- | -------- | -------- | ------- | -------- |
| Szjarhej Kucsmaszav  | Egyéni műugrás     | 399,40    | 25.       | kiesett  | kiesett  | kiesett | kiesett  |
| Vadzim Kaptur        | Egyéni toronyugrás | 432,90    | 13.       | 420,55   | 14.      | kiesett | kiesett  |
| Aljakszandr Varlamav | Egyéni toronyugrás | 406,60    | 21.       | kiesett  | kiesett  | kiesett | kiesett  |

Női
| Versenyző         | Versenyszám    | Selejtező | Selejtező | Elődöntő | Elődöntő | Döntő   | Döntő    |
| Versenyző         | Versenyszám    | Pont      | Helyezés  | Pont     | Helyezés | Pont    | Helyezés |
| ----------------- | -------------- | --------- | --------- | -------- | -------- | ------- | -------- |
| Darja Romenszkaja | Egyéni műugrás | 207,00    | 29.       | kiesett  | kiesett  | kiesett | kiesett  |

## Ökölvívás
| Versenyző          | Versenyszám  | Selejtező                     | Nyolcaddöntő               | Negyeddöntő       | Elődöntő          | Döntő             | Helyezés |
| Versenyző          | Versenyszám  | Ellenfél Eredmény             | Ellenfél Eredmény          | Ellenfél Eredmény | Ellenfél Eredmény | Ellenfél Eredmény | Helyezés |
| ------------------ | ------------ | ----------------------------- | -------------------------- | ----------------- | ----------------- | ----------------- | -------- |
| Havazsi Hacihav    | Harmatsúly   | Veaceslav Gojan (MDA) · 1-+1  | kiesett                    | kiesett           | kiesett           | kiesett           | 17.      |
| Mahamed Nurudzinav | Váltósúly    | John Jackson (ISV) · 2-4      | kiesett                    | kiesett           | kiesett           | kiesett           | 17.      |
| Ramazan Mahamedav  | Félnehézsúly | Ramadán Jászer (EGY) · 10-+10 | kiesett                    | kiesett           | kiesett           | kiesett           | 17.      |
| Viktar Zujev       | Nehézsúly    |                               | Clemente Russo (ITA) · 1-7 | kiesett           | kiesett           | kiesett           | 9.       |

## Öttusa
| Versenyző                 | Versenyszám | Lövészet | Lövészet | Lövészet | Vívás    | Vívás | Vívás | Úszás   | Úszás | Úszás | Lovaglás   | Lovaglás | Lovaglás | Lovaglás | Futás    | Futás | Futás | Összesen    | Összesen |
| Versenyző                 | Versenyszám | Pontszám | Pont     | Hely.    | Eredmény | Pont  | Hely. | Idő     | Pont  | Hely. | Idő        | Hibapont | Pont     | Hely.    | Idő      | Pont  | Hely. | Összes pont | Helyezés |
| ------------------------- | ----------- | -------- | -------- | -------- | -------- | ----- | ----- | ------- | ----- | ----- | ---------- | -------- | -------- | -------- | -------- | ----- | ----- | ----------- | -------- |
| Jahor Lapo                | Férfi       | 178      | 1072     | 24.      | 17-18    | 808   | 19.   | 2:05,62 | 1296  | 18.   | 2:29,00*** | 980      | 300      | 35.*     | 9:41,17  | 1076  | 22.   | 4252        | 35.      |
| Dzmitrij Meljah           | Férfi       | 186      | 1168     | 6.       | 11-24    | 664   | 35.   | 2:03,03 | 1324  | 9.    | 1:08,47    | 84       | 1116     | 6.       | 9:41,97  | 1076  | 23.   | 5348        | 12.      |
| Hanna Arhipenka           | Női         | 187      | 1180     | 3.       | 19-16    | 856   | 14.** | 2:29,64 | 1128  | 33.   | 1:07,60    | 28       | 1172     | 5.       | 10:04,46 | 1304  | 1.    | 5640        | 4.       |
| Anasztaszija Szamuszevics | Női         | 180      | 1096     | 13.      | 16-19    | 784   | 22.*  | 2:27,06 | 1156  | 30.   | 1:06,24    | 56       | 1144     | 15.      | 10:53,23 | 1108  | 21.   | 5288        | 22.      |

* - egy másik versenyzővel azonos eredményt ért el

** - két másik versenyzővel azonos eredményt ért el

*** - nem ért célba

## Sportlövészet
Férfi
| Versenyző           | Versenyszám           | Selejtező | Selejtező | Döntő   | Döntő    |
| Versenyző           | Versenyszám           | Pont      | Helyezés  | Pont    | Helyezés |
| ------------------- | --------------------- | --------- | --------- | ------- | -------- |
| Vital Bubnovics     | Légpuska              | 592       | 18.       | kiesett | kiesett  |
| Vital Bubnovics     | Sportpuska, összetett | 1161      | 29.       | kiesett | kiesett  |
| Szjarhej Martinav   | Sportpuska, összetett | 1156      | 34.       | kiesett | kiesett  |
| Szjarhej Martinav   | Sportpuska, fekvő     | 595       | 6.        | 698,3   | 8.       |
| Pjotr Litvincsuk    | Sportpuska, fekvő     | 593       | 17.       | kiesett | kiesett  |
| Jurij Dalhapolav    | Légpisztoly           | 577       | 21.       | kiesett | kiesett  |
| Jurij Dalhapolav    | Szabadpisztoly        | 558       | 11.       | kiesett | kiesett  |
| Kansztancin Lukasik | Szabadpisztoly        | 558       | 10.       | kiesett | kiesett  |
| Kansztancin Lukasik | Légpisztoly           | 575       | 26.       | kiesett | kiesett  |
| Andrej Herascsanka  | Skeet                 | 109       | 34.       | kiesett | kiesett  |

Női
| Versenyző          | Versenyszám   | Selejtező | Selejtező | Döntő   | Döntő    |
| Versenyző          | Versenyszám   | Pont      | Helyezés  | Pont    | Helyezés |
| ------------------ | ------------- | --------- | --------- | ------- | -------- |
| Viktorija Csajka   | Légpisztoly   | 384       | 5.        | 482,0   | 4.       |
| Viktorija Csajka   | Sportpisztoly | 581       | 13.       | kiesett | kiesett  |
| Zsanna Sapjalevics | Sportpisztoly | 569       | 38.       | kiesett | kiesett  |
| Zsanna Sapjalevics | Légpisztoly   | 368       | 42.       | kiesett | kiesett  |

## Súlyemelés
Férfi
| Versenyző          | Versenyszám | Szakítás                 | Szakítás                 | Lökés                    | Lökés                    | Összesen | Helyezés |
| Versenyző          | Versenyszám | Eredmény                 | Helyezés                 | Eredmény                 | Helyezés                 | Összesen | Helyezés |
| ------------------ | ----------- | ------------------------ | ------------------------ | ------------------------ | ------------------------ | -------- | -------- |
| Vital Dzerbjanov   | 56 kg       | 127,0                    | 6.                       | érvényes kísérlet nélkül | érvényes kísérlet nélkül | kiesett  | kiesett  |
| Henadz Mahvjajenya | 62 kg       | 128,0                    | 12.*                     | 150,0                    | 10.                      | 278,0    | 10.      |
| Szjarhej Lahun     | 77 kg       | 157,0                    | 8.*                      | 192,0                    | 10.                      | 349,0    | 10.      |
| Andrej Ribakov     | 85 kg       | 185,0                    | 1.                       | 209,0                    | 2.                       | 394,0    |          |
| Vadzim Sztralcov   | 85 kg       | érvényes kísérlet nélkül | érvényes kísérlet nélkül | kiesett                  | kiesett                  | kiesett  | kiesett  |
| Andrej Aramnav     | 105 kg      | 200,0                    | 1.                       | 236,0                    | 1.                       | 436,0    |          |

Női
| Versenyző            | Versenyszám | Szakítás | Szakítás | Lökés    | Lökés    | Összesen | Helyezés |
| Versenyző            | Versenyszám | Eredmény | Helyezés | Eredmény | Helyezés | Összesen | Helyezés |
| -------------------- | ----------- | -------- | -------- | -------- | -------- | -------- | -------- |
| Nasztasszja Novikava | 53 kg       | 95,0     | 1.*      | 118,0    | 3.       | 213,0    |          |
| Hanna Bacjuska       | 69 kg       | 105,0    | 5.**     | 120,0    | 7.       | 225,0    | 7.       |
| Irina Kulesa         | 75 kg       | 118,0    | 3.       | 137,0    | 4.       | 255,0    | 4.       |
| Julija Navakovics    | 75 kg       | 110,0    | 6.*      | 127,0    | 10.      | 237,0    | 10.      |

* - egy másik versenyzővel azonos eredményt ért el

** - két másik versenyzővel azonos eredményt ért el

## Szinkronúszás
| Versenyző                               | Versenyszám | Technikai gyakorlat | Technikai gyakorlat | Selejtező        | Selejtező        | Selejtező  | Selejtező  | Döntő            | Döntő            | Döntő      | Döntő      | Helyezés |
| Versenyző                               | Versenyszám | Technikai gyakorlat | Technikai gyakorlat | Szabad gyakorlat | Szabad gyakorlat | Összesítés | Összesítés | Szabad gyakorlat | Szabad gyakorlat | Összesítés | Összesítés | Helyezés |
| Versenyző                               | Versenyszám | Pont                | Hely.               | Pont             | Hely.            | Pont       | Hely.      | Pont             | Hely.            | Pont       | Hely.      | Helyezés |
| --------------------------------------- | ----------- | ------------------- | ------------------- | ---------------- | ---------------- | ---------- | ---------- | ---------------- | ---------------- | ---------- | ---------- | -------- |
| Kacjarina Kulpo Anasztaszija Parfjonava | Páros       | 42,667              | 17.                 | 42,667           | 19.              | 85,334     | 17.        | kiesett          | kiesett          | kiesett    | kiesett    | 17.      |

## Tenisz
Férfi
| Versenyző     | Versenyszám | 64-es főtábla                   | 32-es főtábla     | Nyolcaddöntő      | Negyeddöntő       | Elődöntő          | Bronz- mérkőzés   | Döntő             | Helyezés |
| Versenyző     | Versenyszám | Ellenfél Eredmény               | Ellenfél Eredmény | Ellenfél Eredmény | Ellenfél Eredmény | Ellenfél Eredmény | Ellenfél Eredmény | Ellenfél Eredmény | Helyezés |
| ------------- | ----------- | ------------------------------- | ----------------- | ----------------- | ----------------- | ----------------- | ----------------- | ----------------- | -------- |
| Makszim Mirni | Egyes       | Nicolas Kiefer (GER) · 3-6, 1-6 | kiesett           | kiesett           | kiesett           | kiesett           | kiesett           | kiesett           | 33.      |

Női
| Versenyző                          | Versenyszám | 64-es főtábla                              | 32-es főtábla                                         | Nyolcaddöntő                                                              | Negyeddöntő       | Elődöntő          | Bronz- mérkőzés   | Döntő             | Helyezés |
| Versenyző                          | Versenyszám | Ellenfél Eredmény                          | Ellenfél Eredmény                                     | Ellenfél Eredmény                                                         | Ellenfél Eredmény | Ellenfél Eredmény | Ellenfél Eredmény | Ellenfél Eredmény | Helyezés |
| ---------------------------------- | ----------- | ------------------------------------------ | ----------------------------------------------------- | ------------------------------------------------------------------------- | ----------------- | ----------------- | ----------------- | ----------------- | -------- |
| Viktorija Azaranka                 | Egyes       | Tetyana Perebijnyisz (UKR) · 6-4, 5-7, 6-4 | Casey Dellacqua (AUS) · 6-2, 6-2                      | Venus Williams (USA) · 3-6, 2-6                                           | kiesett           | kiesett           | kiesett           | kiesett           | 9.       |
| Volha Havarcova                    | Egyes       | Serena Williams (USA) · 3-6, 1-6           | kiesett                                               | kiesett                                                                   | kiesett           | kiesett           | kiesett           | kiesett           | 33.      |
| Viktorija Azaranka Taccjana Pucsak | Páros       |                                            | Észtország (EST) · Maret Ani · Kaia Kanepi · 6-2, 6-2 | Egyesült Államok (USA) · Lindsay Davenport · Liezel Huber · 4-6, 6-4, 3-6 | kiesett           | kiesett           | kiesett           | kiesett           | 9.       |
| Volha Havarcova Darja Kusztava     | Páros       |                                            | Kína (CHN) · Peng Suaj · Szun Tien-tien · 7-6, 7-6    | Ukrajna (UKR) · Aljona Bondarenko · Katerina Bondarenko · 3-6, 1-6        | kiesett           | kiesett           | kiesett           | kiesett           | 9.       |

## Tollaslabda
| Versenyző   | Versenyszám | Selejtező                        | 32-es főtábla                   | Nyolcaddöntő                           | Negyeddöntő       | Elődöntő          | Bronz- mérkőzés   | Döntő             | Helyezés |
| Versenyző   | Versenyszám | Ellenfél Eredmény                | Ellenfél Eredmény               | Ellenfél Eredmény                      | Ellenfél Eredmény | Ellenfél Eredmény | Ellenfél Eredmény | Ellenfél Eredmény | Helyezés |
| ----------- | ----------- | -------------------------------- | ------------------------------- | -------------------------------------- | ----------------- | ----------------- | ----------------- | ----------------- | -------- |
| Volha Konan | Női egyes   | Xing Aiying (SIN) · 21-19, 21-12 | Maja Tvrdy (SLO) · 21-17, 21-14 | Hszie Hszing-fang (CHN) · 16-21, 15-21 | kiesett           | kiesett           | kiesett           | kiesett           | 9.       |

## Torna
Férfi
| Versenyző | Versenyszám      | Selejtező | Selejtező | Döntő    | Döntő    |
| Versenyző | Versenyszám      | Pontszám  | Helyezés  | Pontszám | Helyezés |
| --- | ---------------- | --------- | --------- | -------- | -------- |
| Aljakszej Ihnatovics                                                                                               | Nyújtó           | 13,000    | 75.       | kiesett  | kiesett  |
| Aljakszej Ihnatovics                                                                                               | Lólengés         | 15,075    | 12.       | kiesett  | kiesett  |
| Aljakszej Ihnatovics                                                                                               | Egyéni összetett | 28,075    | 92.       | kiesett  | kiesett  |
| Dzmitrij Kaszpjarovics                                                                                             | Talaj            | 14,675    | 44.       | kiesett  | kiesett  |
| Dzmitrij Kaszpjarovics                                                                                             | Ugrás            | 16,587    | 4.        | 16,050   | 6.       |
| Dzmitrij Kaszpjarovics                                                                                             | Korlát           | 15,525    | 23.       | kiesett  | kiesett  |
| Dzmitrij Kaszpjarovics                                                                                             | Nyújtó           | 14,250    | 53.       | kiesett  | kiesett  |
| Dzmitrij Kaszpjarovics                                                                                             | Gyűrű            | 15,275    | 21.       | kiesett  | kiesett  |
| Dzmitrij Kaszpjarovics                                                                                             | Egyéni összetett | 76,225    | 47.       | kiesett  | kiesett  |
| Ihar Kazlov | Talaj            | 14,025    | 68.       | kiesett  | kiesett  |
| Ihar Kazlov | Ugrás            | 15,275    |           | kiesett  | kiesett  |
| Ihar Kazlov | Gyűrű            | 14,925    | 35.       | kiesett  | kiesett  |
| Ihar Kazlov | Lólengés         | 12,675    | 72.       | kiesett  | kiesett  |
| Ihar Kazlov | Egyéni összetett | 56,900    | 70.       | kiesett  | kiesett  |
| Dzjanyisz Szavenkov                                                                                                | Talaj            | 14,525    | 52.       | kiesett  | kiesett  |
| Dzjanyisz Szavenkov                                                                                                | Ugrás            | 15,675    |           | kiesett  | kiesett  |
| Dzjanyisz Szavenkov                                                                                                | Korlát           | 14,800    | 54.       | kiesett  | kiesett  |
| Dzjanyisz Szavenkov                                                                                                | Nyújtó           | 14,750    | 30.       | kiesett  | kiesett  |
| Dzjanyisz Szavenkov                                                                                                | Gyűrű            | 13,750    | 65.       | kiesett  | kiesett  |
| Dzjanyisz Szavenkov                                                                                                | Lólengés         | 13,525    | 60.       | kiesett  | kiesett  |
| Dzjanyisz Szavenkov                                                                                                | Egyéni összetett | 87,025    | 33.       | kiesett  | kiesett  |
| Dzmitrij Szavicki                                                                                                  | Talaj            | 14,375    | 57.       | kiesett  | kiesett  |
| Dzmitrij Szavicki                                                                                                  | Ugrás            | 16,300    |           | kiesett  | kiesett  |
| Dzmitrij Szavicki                                                                                                  | Korlát           | 15,700    | 17.       | kiesett  | kiesett  |
| Dzmitrij Szavicki                                                                                                  | Nyújtó           | 14,575    | 40.       | kiesett  | kiesett  |
| Dzmitrij Szavicki                                                                                                  | Gyűrű            | 15,175    | 26.       | kiesett  | kiesett  |
| Dzmitrij Szavicki                                                                                                  | Lólengés         | 14,525    | 25.       | kiesett  | kiesett  |
| Dzmitrij Szavicki                                                                                                  | Egyéni összetett | 90,650    | 12.       | 82,175   | 23.      |
| Aljakszandr Carevics                                                                                               | Talaj            | 14,300    | 59.       | kiesett  | kiesett  |
| Aljakszandr Carevics                                                                                               | Korlát           | 15,175    | 39.       | kiesett  | kiesett  |
| Aljakszandr Carevics                                                                                               | Nyújtó           | 14,850    | 25.       | kiesett  | kiesett  |
| Aljakszandr Carevics                                                                                               | Lólengés         | 14,450    | 32.       | kiesett  | kiesett  |
| Aljakszandr Carevics                                                                                               | Egyéni összetett | 58,775    | 68.       | kiesett  | kiesett  |
| Aljakszej Ihnatovics Dzmitrij Kaszpjarovics Ihar Kazlov Dzjanyisz Szavenkov Dzmitrij Szavicki Aljakszandr Carevics | Csapat összetett | 357,950   | 10.       | kiesett  | kiesett  |

Női
| Versenyző                    | Versenyszám      | Selejtező | Selejtező | Döntő    | Döntő    |
| Versenyző                    | Versenyszám      | Pontszám  | Helyezés  | Pontszám | Helyezés |
| ---------------------------- | ---------------- | --------- | --------- | -------- | -------- |
| Anasztaszija Maracskovszkaja | Talaj            | 14,025    | 51.       | kiesett  | kiesett  |
| Anasztaszija Maracskovszkaja | Ugrás            | 14,787    | 9.        | kiesett  | kiesett  |
| Anasztaszija Maracskovszkaja | Felemás korlát   | 12,200    | 80.       | kiesett  | kiesett  |
| Anasztaszija Maracskovszkaja | Gerenda          | 13,600    | 70.       | kiesett  | kiesett  |
| Anasztaszija Maracskovszkaja | Egyéni összetett | 55,100    | 48.       | kiesett  | kiesett  |

### Ritmikus gimnasztika
| Versenyző         | Versenyszám | Selejtező | Selejtező | Selejtező | Selejtező | Selejtező | Selejtező | Selejtező | Selejtező | Selejtező | Selejtező | Döntő   | Döntő   | Döntő   | Döntő   | Döntő    | Döntő    | Döntő   | Döntő   | Döntő    | Döntő    | Helyezés |
| Versenyző         | Versenyszám | Kötél     | Kötél     | Karika    | Karika    | Buzogány  | Buzogány  | Szalag    | Szalag    | Összesen  | Összesen  | Kötél   | Kötél   | Karika  | Karika  | Buzogány | Buzogány | Szalag  | Szalag  | Összesen | Összesen | Helyezés |
| Versenyző         | Versenyszám | Pont      | Hely.     | Pont      | Hely.     | Pont      | Hely.     | Pont      | Hely.     | Pont      | Hely.     | Pont    | Hely.   | Pont    | Hely.   | Pont     | Hely.    | Pont    | Hely.   | Pont     | Hely.    | Helyezés |
| ----------------- | ----------- | --------- | --------- | --------- | --------- | --------- | --------- | --------- | --------- | --------- | --------- | ------- | ------- | ------- | ------- | -------- | -------- | ------- | ------- | -------- | -------- | -------- |
| Ina Zsukava       | Egyéni      | 17,850    | 4.*       | 18,375    | 4.        | 17,300    | 7.        | 17,425    | 4.        | 70,950    | 4.        | 18,125  | 3.      | 18,125  | 3.      | 17,850   | 3.       | 17,825  | 4.      | 71,925   | 2.       |          |
| Ljubov Csarkasina | Egyéni      | 16,700    | 10.       | 15,975    | 19.       | 16,375    | 14.*      | 15,825    | 18.       | 64,875    | 15.       | kiesett | kiesett | kiesett | kiesett | kiesett  | kiesett  | kiesett | kiesett | kiesett  | kiesett  |          |

| Versenyző | Versenyszám | Selejtező | Selejtező | Selejtező              | Selejtező              | Selejtező | Selejtező | Döntő   | Döntő   | Döntő                  | Döntő                  | Döntő    | Döntő    | Helyezés |
| Versenyző | Versenyszám | 5 kötél   | 5 kötél   | 3 karika és 2 buzogány | 3 karika és 2 buzogány | Összesen  | Összesen  | 5 kötél | 5 kötél | 3 karika és 2 buzogány | 3 karika és 2 buzogány | Összesen | Összesen | Helyezés |
| Versenyző | Versenyszám | Pont      | Hely.     | Pont                   | Hely.                  | Pont      | Hely.     | Pont    | Hely.   | Pont                   | Hely.                  | Pont     | Hely.    | Helyezés |
| --- | ----------- | --------- | --------- | ---------------------- | ---------------------- | --------- | --------- | ------- | ------- | ---------------------- | ---------------------- | -------- | -------- | -------- |
| Aleszja Babuskina Nasztasszja Ivankova Kszenyija Szankovics Zinaida Lunyina Hlafira Marcinovics Alina Tumilovics | Csapat      | 17,525    | 1.        | 17,425                 | 2.                     | 34,950    | 1.        | 17,625  | 2.      | 17,275                 | 4.                     | 34,900   | 3.       |          |

* - egy másik versenyzővel azonos eredményt ért el

### Trambulin
| Versenyző          | Versenyszám | Selejtező | Selejtező | Döntő    | Döntő    |
| Versenyző          | Versenyszám | Pontszám  | Helyezés  | Pontszám | Helyezés |
| ------------------ | ----------- | --------- | --------- | -------- | -------- |
| Mikalaj Kazak      | Férfi       | 69,7      | 8.        | 38,1     | 8.       |
| Taccjana Pjatrenya | Női         | 63,8      | 9.        | kiesett  | kiesett  |

## Úszás
Férfi
| Versenyző                                                                     | Versenyszám            | Előfutam | Előfutam | Előfutam | Elődöntő | Elődöntő | Elődöntő | Döntő   | Döntő    |
| Versenyző                                                                     | Versenyszám            | Idő      | Hely.    | Össz.    | Idő      | Hely.    | Össz.    | Idő     | Helyezés |
| ----------------------------------------------------------------------------- | ---------------------- | -------- | -------- | -------- | -------- | -------- | -------- | ------- | -------- |
| Andrej Radzijonav                                                             | 50 m gyors             | 22,65    | 5.       | 36.      | kiesett  | kiesett  | kiesett  | kiesett | kiesett  |
| Sztanyiszlav Nyevjarovszki                                                    | 100 m gyors            | 50,14    | 6.       | 44.      | kiesett  | kiesett  | kiesett  | kiesett | kiesett  |
| Pavel Szankovics                                                              | 100 m hát              | 55,39    | 2.       | 29.      | kiesett  | kiesett  | kiesett  | kiesett | kiesett  |
| Viktar Vabiscsevics                                                           | 100 m mell             | 1:03,29  | 8.       | 49.      | kiesett  | kiesett  | kiesett  | kiesett | kiesett  |
| Javhen Lazuka                                                                 | 100 m pillangó         | 53,54    | 8.       | 43.      | kiesett  | kiesett  | kiesett  | kiesett | kiesett  |
| Javhen Lazuka Sztanyiszlav Nyevjarovszki Pavel Szankovics Viktar Vabiscsevics | 4 × 100 m vegyes váltó | 3:39,39  | 8.       | 16.      |          |          |          | kiesett | kiesett  |

Női
| Versenyző                 | Versenyszám | Előfutam | Előfutam | Előfutam | Elődöntő | Elődöntő | Elődöntő | Döntő   | Döntő    |
| Versenyző                 | Versenyszám | Idő      | Hely.    | Össz.    | Idő      | Hely.    | Össz.    | Idő     | Helyezés |
| ------------------------- | ----------- | -------- | -------- | -------- | -------- | -------- | -------- | ------- | -------- |
| Szvjatlana Hahlova        | 50 m gyors  | 25,27    | 8.       | 20.      | kiesett  | kiesett  | kiesett  | kiesett | kiesett  |
| Aljakszandra Heraszimenya | 50 m gyors  | 25,07    | 4.       | 16.      | 24,72    | 6.       | 8.       | 24,77   | 8.       |
| Aljakszandra Heraszimenya | 100 m gyors | 54,52    | 2.       | 11.      | 55,31    | 8.       | 14.      | kiesett | kiesett  |
| Ina Kapisina              | 100 m mell  | 1:10,15  | 4.       | 27.      | kiesett  | kiesett  | kiesett  | kiesett | kiesett  |
| Ina Kapisina              | 200 m mell  | 2:27,34  | 1.       | 17.      | kiesett  | kiesett  | kiesett  | kiesett | kiesett  |

## Vitorlázás
Férfi
| Versenyző                            | Versenyszám     | Futam | Futam | Futam | Futam | Futam | Futam | Futam | Futam | Futam | Futam | Futam | Pontszám | Helyezés |
| Versenyző                            | Versenyszám     | 1     | 2     | 3     | 4     | 5     | 6     | 7     | 8     | 9     | 10    | É     | Pontszám | Helyezés |
| ------------------------------------ | --------------- | ----- | ----- | ----- | ----- | ----- | ----- | ----- | ----- | ----- | ----- | ----- | -------- | -------- |
| Mikalaj Zsukavec                     | Szörfvitorlázás | 27    | 23    | 26    | 24    | 29    | 21    | 32    | 26    | 26    | 27    | -     | 229      | 28.      |
| Szjarhej Dzeszjukevics Pavel Lagunov | 470-es osztály  | 29    | 27    | 16    | 26    | 16    | 2     | 12    | 17    | 16    | 27    | -     | 159      | 21.      |

Női
| Versenyző              | Versenyszám  | Futam | Futam | Futam | Futam | Futam | Futam | Futam | Futam | Futam | Futam | Pontszám | Helyezés |
| Versenyző              | Versenyszám  | 1     | 2     | 3     | 4     | 5     | 6     | 7     | 8     | 9     | É     | Pontszám | Helyezés |
| ---------------------- | ------------ | ----- | ----- | ----- | ----- | ----- | ----- | ----- | ----- | ----- | ----- | -------- | -------- |
| Taccjana Drazdovszkaja | Laser radial | 12    | 24    | 17    | 17    | 10    | 22    | 11    | 15    | 26    | -     | 128      | 23.      |

É - éremfutam

## Vívás
Férfi
| Versenyző                                               | Versenyszám  | Selejtező                | 32-es főtábla                   | Nyolcaddöntő                  | Negyeddöntő                                                                                      | Elődöntő                                                                                       | Bronz- mérkőzés                                                                                 | Döntő             | Helyezés |
| Versenyző                                               | Versenyszám  | Ellenfél Eredmény        | Ellenfél Eredmény               | Ellenfél Eredmény             | Ellenfél Eredmény                                                                                | Ellenfél Eredmény                                                                              | Ellenfél Eredmény                                                                               | Ellenfél Eredmény | Helyezés |
| ------------------------------------------------------- | ------------ | ------------------------ | ------------------------------- | ----------------------------- | ------------------------------------------------------------------------------------------------ | ---------------------------------------------------------------------------------------------- | ----------------------------------------------------------------------------------------------- | ----------------- | -------- |
| Aljakszandr Bujkevics                                   | Kard, egyéni |                          | Alekszej Jakimenko (RUS) · 15-9 | Nicolas Limbach (GER) · 15-14 | Mihai Covaliu (ROU) · 13-15                                                                      | kiesett                                                                                        | kiesett                                                                                         | kiesett           | 8.       |
| Dzmitrij Lapkesz                                        | Kard, egyéni |                          | O Unszok (KOR) · 8-15           | kiesett                       | kiesett                                                                                          | kiesett                                                                                        | kiesett                                                                                         | kiesett           | 24.      |
| Valerij Prijomka                                        | Kard, egyéni | Sádi Talaat (EGY) · 15-7 | Mihai Covaliu (ROU) · 9-15      | kiesett                       | kiesett                                                                                          | kiesett                                                                                        | kiesett                                                                                         | kiesett           | 27.      |
| Aljakszandr Bujkevics Dzmitrij Lapkesz Valerij Prijomka | Kard, csapat |                          |                                 |                               | Olaszország (ITA) · Aldo Montano · Diego Occhiuzzi · Gianpiero Pastore · Luigi Tarantino · 39-45 | 5–8. helyért · Egyiptom (EGY) · Gamál Fathi · Tamím Gázi · Mahmúd Szamír · Sádi Talaat · 45-22 | 5. helyért · Kína (CHN) · Huang Jao-csiang · Vang Csing-cse · Csung Man · Csou Han-ming · 45-39 |                   | 5.       |